# Elecciones presidenciales de Costa Rica de 1894
Las elecciones presidenciales de Costa Rica de 1894 dieron por ganador a Rafael Iglesias Castro en condiciones tremendamente cuestionadas, ya que el gobierno intervino directamente obstaculizando la candidatura del rival de Iglesias, José Gregorio Trejos Gutiérrez.
En los comicios de 1889, el presidente José Joaquín Rodríguez Zeledón había sido electo por el conservador Partido Constitucional Democrático con el apoyo abierto de la Iglesia católica, por sobre el candidato liberal Ascensión Esquivel Ibarra. No obstante, terminada la elección, su partido desapareció y sus militantes se dividieron entre el recién fundado Unión Católica y el Partido Civil. Unión Católica estaba manipulado por el polémico obispo Bernardo Thiel. Sin embargo, Rodríguez había roto con la Iglesia y los conservadores y el Partido Civil, sin tener una ideología clara, era más cercano a los liberales. 
Rodríguez interpuso toda clase de presiones, incluyendo el arresto del candidato de Unión Católica, José Gregorio Trejos, razón por la cual Iglesias (su yerno) ganó en segunda ronda (pues en esa época la elección era indirecta, y los ciudadanos escogían por voto público a los electores que luego votaban en secreto y que debían ser propietarios y letrados). Aunque en la elección de primer grado se habían designado 663 electores, solo votaron 563 en segundo grado. 
Para 1895 una reforma constitucional prohibió usar motivos religiosos para fines electorales por lo que Unión Católica desapareció.

## Resultados
Electores de primer grado
| Candidato | Candidato                   | Partido                         | Según "La Prensa Libre" | Según "El Heraldo" |
| --------- | --------------------------- | ------------------------------- | ----------------------- | ------------------ |
|           | José Gregorio Trejos        | Unión Católica                  | 318                     | 321                |
|           | Rafael Iglesias Castro      | Partido Civil                   | 180                     | 190                |
|           | Juan José Flores Umaña      | Partido del Pueblo              | 80                      | 75                 |
|           | Félix Arcadio Montero Monge | Partido Independiente Demócrata | 70                      | 70                 |
|           | -                           | Electores libres                | 15                      | 7                  |
| Total     | Total                       | Total                           | 663                     | 663                |
| Fuente    |                             |                                 |                         |                    |

Electores de segundo grado (oficiales)
|            |     |     |    |    |
| San José   | 52  | 86  | 29 | -  |
| Alajuela   | 117 | 5   | 9  | -  |
| Cartago    | 11  | 54  | 14 | -  |
| Heredia    | 45  | 18  | 6  | -  |
| Guanacaste | 57  | 9   | -  | -  |
| Puntarenas | 3   | 15  | -  | 15 |
| Limón      | 13  | 1   | 14 | -  |
| Total      | 298 | 188 | 62 | 15 |
| Fuente:    |     |     |    |    |

| \| Voto \| Voto \| Voto \| Voto \| Voto \| \| ---- \| ---- \| ---- \| ------- \| ------- \| \| \| \| \| \| \| \| PC \| PC \| \| 52.93 % \| 52.93 % \| \| UC \| UC \| \| 33.39 % \| 33.39 % \| \| PID \| PID \| \| 11.01 % \| 11.01 % \| \| PA \| PA \| \| 2.66 % \| 2.66 % \| |     |  |         |         |
| Voto |     |  |         |         |
| |     |  |         |         |
| PC | PC  |  | 52.93 % | 52.93 % |
| UC | UC  |  | 33.39 % | 33.39 % |
| PID | PID |  | 11.01 % | 11.01 % |
| PA | PA  |  | 2.66 %  | 2.66 %  |